# Pherne
Pherne là một chi bướm đêm thuộc họ Geometridae.